# Witalij Telwak
Witalij Wasylowycz Telwak (ur. 27 kwietnia 1974) – ukraiński historyk. 
Jest profesorem na Państwowym Uniwersytecie Pedagogicznym im. Iwana. Franki w Drohobyczu. Zajmuje się historią ukraińskiej historiografii, współpracą historyków polskich i ukrainskich, polską recepcją ukraińskiej historiografii, Mychajło Hruszewskim. 

## Publikacje w języku polskim
- Teoretyczno-metodologiczne zagadnienia na łamach „Kwartalnika Historycznego” (do wybuchu pierwszej wojny światowej) [w:] Wielokulturowe środowisko historyczne Lwowa w XIX i XX w., t. 2, red. Jerzy Maternicki, Rzeszów: Wydawnictwo Uniwersytetu Rzeszowskiego 2004, s. 85-106.
- Organizacja i działalność Lwowskiego Grona Komisji Historycznej Akademii Umiejętności, „Rocznik Biblioteki Naukowej PAU i PAN w Krakowie” 50 (2005), s. 13-25.
- Michał Hruszewski - życie i dzieło, „Rocznik Biblioteki Naukowej PAU i PAN w Krakowie” 51 (2006), s. 519-550.
- Mychajło Hruszewski (1866-1934) [w:] Złota księga historiografii lwowskiej XIX i XX wieku, pod red. Jerzego Maternickiego, przy współpr. Leonida Zaszkilniaka, tł. tekstów ukr. Janina Kordek, Rzeszów: Wydawnictwo Uniw. Rzeszowskiego 2007, s. 343-358.
- Ukrainika w zbiorach rękopisów Biblioteki Polskiej w Paryżu, „Rocznik Biblioteki Naukowej PAU i PAN w Krakowie” 54 (2008), s. 481-497.
- (współautor: Wasyl Pedycz), Życie i działalność Stepana Tomasziwskiego [1875-1930], „Rocznik Biblioteki Naukowej PAU i PAN w Krakowie” 55 (2010), s. 319-357.
- Monograficzne hruszewskiana: próba uogólnienia, tł. Marta Studenna-Skrukwa, „Sensus Historiae. Studia interdyscyplinarne” 2013, nr 3, s. 129-136.
- (współautor: Lidia Łazurko), Ukrainika na łamach „Kwartalnika Historycznego” w okresie międzywojennym, „Rocznik Biblioteki Naukowej PAU i PAN w Krakowie” 58 (2013), s. 239-255.
- Rosja i Europa w koncepcji historiograficznej Mychajły Hruszewskiego [w:] Polska i Niemcy wobec przemian na Ukrainie = Polen und Deutschland angesichts des Wandels in der Ukraine, red. nauk. Wojciech Furman, Rzeszów: Wydawnictwo Uniwersytetu Rzeszowskiego 2015, s. 88-96.